# Bataille de Manille (1945)
Pour les articles homonymes, voir Bataille de Manille.
Seconde Guerre mondiale
Batailles
Campagne des Philippines
- Formose
- Leyte
- Golfe de Leyte
- Baie d'Ormoc
- Mindoro
- Maguindanao
- Golfe de Lingayen
- Luçon
- Col de Bessang
- Raid de Cabanatuan
- Bataan (1945)
- Manille (1945)
- Corregidor (1945)
- Baguio (1945)
- Raid de Los Baños
- Visayas
- Palawan
- Mindanao
- Jolo
- Davao
- Raid en mer de Chine méridionale

La bataille de Manille s'est déroulée durant la seconde campagne des Philippines de la Seconde Guerre mondiale, du 3 février au 3 mars 1945. Les combats dans la capitale des Philippines furent particulièrement sanglants et laissèrent la ville dévastée. La prise de Manille fut l'une des étapes principales de la reconquête des Philippines, occupées par l'empire du Japon depuis trois ans.

## Contexte
La bataille de Luçon commença le 9 janvier, par un premier débarquement américain dans le golfe de Lingayen. Les troupes américaines et philippines, aidées par les différents mouvements de résistance locaux, progressèrent dans les semaines suivantes sur deux fronts, et prenant la capitale en tenaille. Le général Tomoyuki Yamashita, commandant les troupes japonaises aux Philippines, déplaça l'essentiel de ses forces à Baguio. Yamashita considérait la capitale comme difficilement défendable, et ordonna à ses subordonnés d'évacuer la ville dès l'arrivée des troupes américaines, en faisant sauter tous les ponts. Le contre-amiral Iwabuchi Sanji, souhaitant au contraire défendre Manille jusqu'au bout, ordonna à ses troupes d'établir des lignes de défenses renforcées par des tranchées et des barbelés, tout en détruisant la plupart des ponts et des chemins praticables.

## Bataille
Le 3 février, la 1re division de cavalerie américaine prit sur le fleuve Tuliahan un pont conduisant à la capitale. Les troupes américaines et les résistants philippins se dirigèrent vers l'université de Santo Tomas, utilisée comme camp de prisonniers depuis l'invasion japonaise. Les détenus furent libérés après de brefs combats, qui marquèrent les premières pertes alliées. La prison de Bilibid, utilisée pour détenir des soldats capturés à Bataan et Corregidor, fut également prise. Plus de 5 000 prisonniers furent libérés au total.
Après la percée américaine des 3 et 4 février, les combats se poursuivirent à Manille, dégénérant en batailles de rue. Le 5 février, le général Oscar Griswold divisa la ville en deux secteurs, donnant à la 37e division d'infanterie la responsabilité du secteur ouest, et à la 1re division de cavalerie, celle du secteur est. Le 8 février, les Japonais étaient en grande partie repoussés hors du secteur ouest, mais au prix de la destruction d'un grand nombre de bâtiments. Dans le centre industriel de Provisor Island, la résistance des Japonais fut particulièrement acharnée et se prolongea jusqu'au 11 février.
Douglas MacArthur, souhaitant épargner le plus possible les populations civiles, avait limité les actions de forces aériennes et d'artillerie. Les destructions massives ne purent cependant être évitées : les Américains durent recourir à l'emploi d'obus et de chars de combat. Les échanges de tirs entrainèrent la destruction de nombreux bâtiments, ensevelissant les civils qui s'y étaient réfugiés.
Cernées par les Américains, certaines troupes japonaises s'acharnèrent sur les civils philippins, commettant viols et massacres : l'ensemble des atrocités commises par les Japonais est désigné sous le nom de massacre de Manille.
La dernière poche de résistance japonaise fut écrasée le 3 mars. Avant même l'arrêt total des combats, Douglas MacArthur convoqua une assemblée provisoire composée de notables philippins, et proclama le rétablissement officiel du Commonwealth des Philippines.

## Conséquences
Le quartier d'Intramuros, où plus de 4 000 civils étaient retenus en otages par les Japonais, fut complètement dévasté, entraînant la mort de plus d'un quart des otages. Environ 1 000 victimes furent causées par les exactions japonaises, d'autres étant victimes des tirs d'obus américains.